# Rafael Gumucio
Rafael Andrés Gumucio Araya (Santiago, 15 de enero de 1970) es un escritor chileno.

## Primeros años de vida
Hijo del historiador Rafael Luis Gumucio Rivas y de María Isabel Araya Alemparte, nieto del político de izquierda de origen aristocrático Rafael Agustín Gumucio, bisnieto del político Rafael Luis Gumucio Vergara, primo del cineasta y también político Marco Enríquez-Ominami Gumucio.
Vivió exiliado en Francia tras el golpe militar de septiembre de 1973 encabezado por Augusto Pinochet, de regreso en Chile, realizó sus estudios secundarios en el colegio Regina Pacis de Ñuñoa.Cursó estudios universitarios de Pedagogía en Castellano en el ex-pedagógico y luego un magíster en Literatura en la Universidad de Chile. Asistió al taller literario de Antonio Skármeta. 

## Vida pública
En 1995, a la edad de 25 años, entregó una serie de relatos a Planeta. Este material daría forma a su primer libro: Invierno en la torre. Gumucio recuerda que El Mercurio "publicó una reseña que se llamaba A patadas con las palabras y decía que la condena para el autor era pasar cinco años y un día sin escribir. En un programa de televisión donde había críticos y escritores preguntaron: “¿Cuál es el peor escritor de Chile?”, y una señorita dijo “Rafael Gumucio”. Me quedé bloqueado por años hasta que escribí Memorias prematuras, en 1999, y dije: bueno, si está mal, es el final de todo. Pero hubo críticas halagüeñas y ahí empezó mi carrera real".
Memorias prematuras es "un libro donde el escritor narra su vida; el exilio con su familia en Francia, su regreso a Chile, su fracaso con las mujeres, sus inicios en el periodismo y la vida universitaria" y que "es para muchos lo mejor que ha escrito".
Gumucio emigró nuevamente, y permaneció cerca de cuatro años en España para regresar a Chile en 2004, con una nueva novela: Los platos rotos, sobre la que ha dicho que "es no ficción muy ficción. Es un ensayo histórico que tiene cuento, teatro, novela, narrativa". Una novela en la que "repasa la historia de Chile" y dedica un capítulo a Pinochet y Don Francisco. Al respecto, Gumucio explicaba el año de la publicación de ese libro que considera que todos los chilenos son "hijos" de esos personajes "porque Pinochet nos mostró la política del nuevo régimen y Don Francisco la estética de ese nuevo régimen".

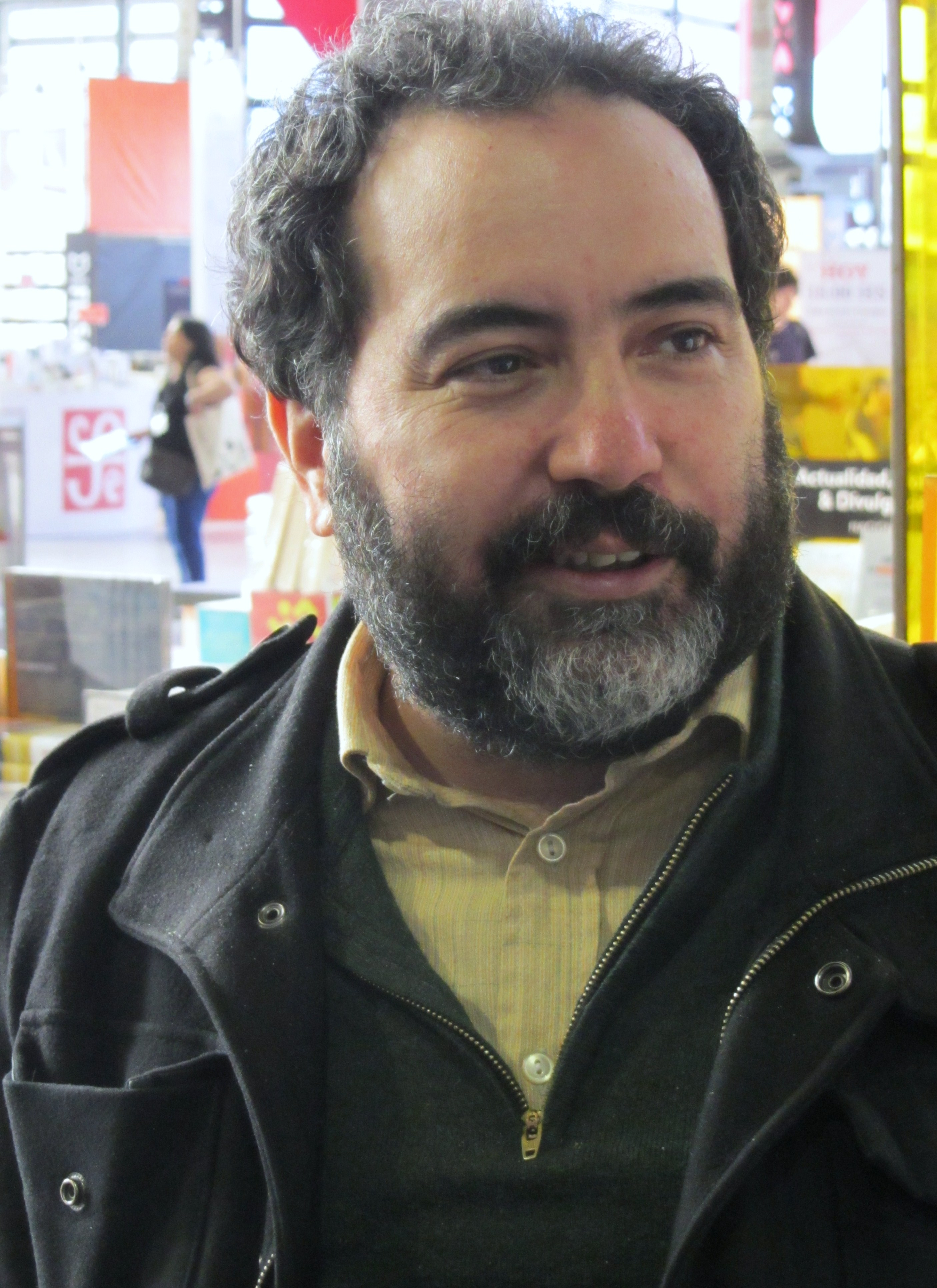
Gumucio en la FILSA 2015

Posteriormente se casó y se fue a vivir a Nueva York. En esa ciudad —de donde es su esposa, con la que tiene dos hijas— escribió La deuda, novela inspirada en el caso del contador de las estrellas, un estafador que engañó a artistas y animadores chilenos.
Ha escrito para los diarios La Nación, El Mercurio, La Tercera, El Metropolitano, Las Últimas Noticias, El País, ABC y el New York Times, así como en las revistas Apsi (1991-1995), Rock & Pop, Fibra, de la que fue creador y editor general, The Clinic, de la que también fue uno de sus fundadores. En los años 20 del siglo XXI, escribe semanalmente artículos en el medio electrónico de actualidad política,  Ex Ante, en el que redacta reseñas sobre personajes políticos del momento.
Ha sido también animador, guionista y realizador de programas de televisión como Gato por liebre (Rock & Pop Televisión, 1995-1996) y del programa de humor absurdo Plan Z (1997-1998), que recibió múltiples censuras.
Es director del Instituto de Estudios Humorísticos de la Universidad Diego Portales, panelista del programa de análisis de política y actualidad Desde Zero de radio Zero —junto a Patricio Fernández y Claudia Álamo— y desde marzo de 2018 asesor comunicacional del Ministerio de las Culturas.

## Controversias
En relación con el incendio desatado en Valparaíso en abril de 2014 y a los esfuerzos de salvataje dijo en su cuenta de Twitter que ayudar animales en esta catástrofe era un acto "hipster", y que había cosas mucho más importantes. Luego, al tratar de explicar lo que había dicho, enredó aún más el conflicto suscitado con grupos animalistas y recibió respuestas rayanas en los insultos. Utilizando como tribuna su columna Odio animal en The Clinic, bajó el perfil a sus declaraciones y homologó a los animalistas detractores a los grupos neonazis que actuaron asesinando a Daniel Zamudio, un joven homosexual, que generó un bullado caso y una ley al respecto, la Ley Zamudio.

## Filmografía

### Cine
- 2018 - Dry Martina - Tomás

### Televisión
- 1996 - Gato Por Liebre - presentador
- 1996-1998 - Plan Z - actor, guionista

### Guiones
- 1995,  Vine a decirles que me voy.
- 1996,  Bienvenida Casandra (junto a Víctor Carrasco).
- 1998,  Sucupira, la comedia, guionista.

## Premios
- 2002, Premio Anna Seghers, Alemania.
- 2000, Finalista del Premio Altazor con Memorias Prematuras.[16]
- 2003,  Finalista del Premio Altazor de Ensayo con Monstruos cardinales.